# Museo del Ferrocarril de Aranda de Duero
El museo del Ferrocarril de Aranda de Duero se encuentra en la antigua estación de Aranda de Duero-Chelva, perteneciente al ferrocarril Valladolid-Ariza. En ella podremos encontrar las antiguas vías de la estación (descuidadas) y los dos edificios principales.
El museo fue inaugurado en 1998 y sus fundadores fueron Francisco Andrés Vicente, Francisco Javier Calcedo Antoraz y Francisco Javier Cebrecos Martín. Desde ese año está gestionado por la Asociación Arandina de Amigos del Tren (ASAAT).

## Instalaciones del museo

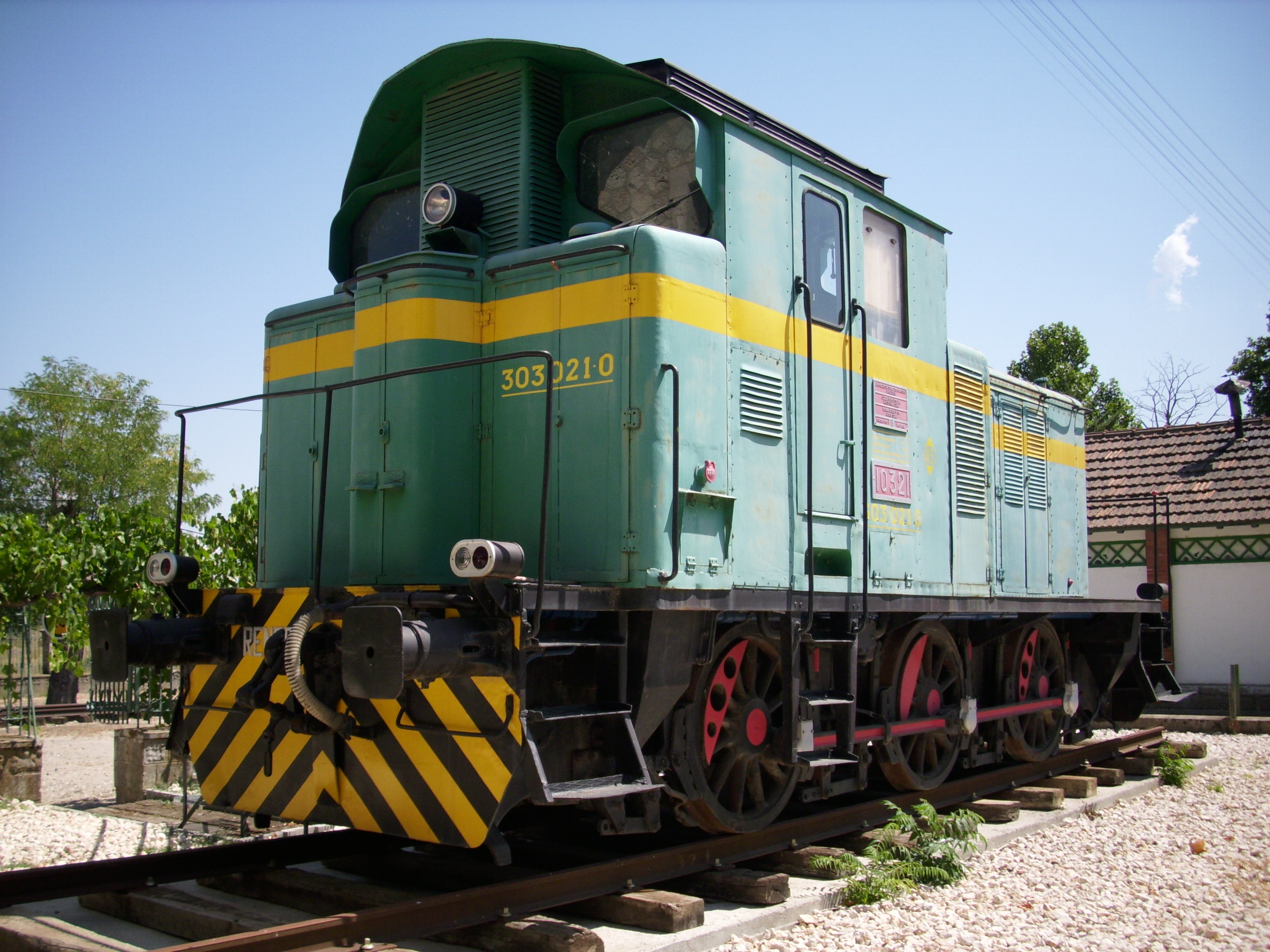
Locomotora 10321 (303-021 en numeración moderna) de Renfe preservada por la ASAAT en su Museo del Tren de la estación de Chelva. Los últimos años de su vida activa los desempeñó haciendo maniobras en la estación de Soria-Cañuelo.

El museo ocupa dos edificios. En l edificio más grande del museo, original del año 1895 y que servía en tiempos para el acceso de los viajeros a los trenes, se encuentran:
- uniformes antiguos y modernos de autoridades ferroviarias;
- maquetas con diversos modelos de trenes;
- piezas de coleccionista (faros, carnets, etc.);
- vehículos usados en las estaciones de trenes antiguas.

En el segundo edificio, que era el muelle destinado a la carga y descarga de pescado —y que durante los primeros años de existencia del museo, fue el que hizo las funciones de tal hasta que se habilitó la planta baja del antiguo edificio principal de viajeros—, se exponen:
- herramientas usadas en estaciones;
- señales ferroviarias;
- maniquíes vestidos con uniformes originales de Renfe.

En la entrada del museo se pueden ver:
- en la vía ubicada a la entrada del museo se puede observar una auténtica locomotora diésel construida por la Metalúrgica de San Martín para la Azucarera de Aranda y en estado de marcha. La ASAAT también dispone de otra locomotora, de la serie 10300 de Renfe;
- hay también un vagón-taller de reparaciones de color marrón con distintas herramientas de las usadas para reparar antiguamente los descarrilamientos y otras incidencias;
- en fase de restauración hay una cabeza tractora del Talgo 350.

En los andenes se puede apreciar totalmente la estación, los diferentes cambios de vía y algunos vagones viejos, así como lo que queda de un prototipo de cambiador de ancho.